# Vičstock
Vičstock je vsakoletni neprofitni festival, ki ga organizirajo dijaki Gimnazije Vič. 
Koncert šolskih skupin iz osemdesetih je prerasel v festival, ki ga iz leta v leto obišče več mladih in je medijsko vedno bolj odmeven.
Preko celega leta dijaki nabirajo finančna sredstva, se ukvarjajo z birokracijo, organizirajo avdicijo neuveljavljenih skupin, izdelajo spletno stran dogodka, skrbijo za promocijo, uredijo prodajo vstopnic, poskrbijo za varnost dogodka, poskrbijo da nihče ni lačen in žejen ter rešujejo vse težave, ki se pojavljajo ob organizaciji tako velikega festivala.
Do leta 2010 se je festival odvijal na dvorišču gimnazije, leta 2011 se je preselil na Športni park Svoboda, leta 2015 pa na Letno telovadišče Ilirija. Zadnja leta se odvija drugi petek v maju. Sestavljen je iz popoldanskega dela, ki ga sestavljajo športne aktivnosti in neuveljavljene skupine ter večernega dela, ki ga popestrijo znana imena slovenske glasbene scene.

## Zgodovina
Začetki festivala segajo v devetdeseta leta, ko so tedanji dijaki ljubljanske Gimnazije Vič prirejali koncert šolskih skupin na dvorišču gimnazije.

### Vičstock 1994
10. junij 1994
Festival se je leta 1994 prvič odprl za javnost. Zaklonišče prepeva so imeli na Vičstocku 1994 svoj prvi koncert, pomagali pa so tudi pri organizaciji festivala.

### 1994–2000
Podatki o Vičstockih, ki so se odvijali med letom 1994 in 2000, so zelo pomanjkljivi. Znano je, da so v teh letih, takrat še kot manj znani bandi, nastopili Racija, Big Foot Mama in Siddharta.

### Vičstock 2004
14. maj 2004
Nastopajoči: Srečna mladina, Trkaj, ks!ht., Leaf-Fat, Breeding Pit, Dreamwalk, Ainulindal, fADEOUT, Irrasus, SKUJ, PMS, Septum, Šasija in drugi.

### Vičstock 2006
12. maj 2006
Nastopili so: Zaklonišče prepeva, Leaf-Fat, Red Five Point Star, General Musashi, 7th Angel, Moonlight Sky, G.U.B., Chetrti Um in Na Suho.

### Vičstock 2010
11. junij 2010
Nastopili so: Elvis Jackson, Red Five Point Star, G.U.B. (Gužva u bajt), Cuba Libre, Glenn More, Strock, Radiator, Smokin' Blue in Noordung. Neuveljavljeni bandi so bili tega leta izbrani na avdiciji, ki je dva dni potekala na gimnaziji Vič.

### Vičstock 2011
13. maj 2011
Leta 2011 je festival dobil nove razsežnosti. Število obiskovalcev se je od prejšnjega leta, ko je bilo obiskovalcev okoli 500, potrojilo. V tem letu se je festival preselil na večjo lokacijo – športni park Svoboda. Avdicija neuveljavljenih bandov pa je zapustila prostore gimnazije in se preselila v klub Gromka na Metelkovi.
Nastopili so: Zablujena generacija, Trkaj, Zaklonišče prepeva, Backlook Cookies, Arhibald Arhibaldovich, L.S.D. (Lepi slovenski dečki), Necrotic in Zion Park.

### Vičstock 2012
11. maj 2012
Nastopili so: Niet, Dan D, Klemen Klemen + Ssf, Buldogi, Talking Stone, Pivo in čevapi, Special Delivery, Arthem, Rising Steel. Poleg festivala je večji pomen in obiskanost dobila tudi avdicija, ki je potekala v takrat še svežem klubu Cirkus. Ocenjuje se, da je bilo obiskovalcev več kot 2000.

### Vičstock 2013
10. maj 2013
Nastopile so mlade skupine Žvali, Moshead, GoGs, Zsa Zsa Bizzare in Koala Voice, od uveljavljenih izvajalcev pa N'toko, Tide, Tabu, vrhunec večera pa je bil nastop Vlada Kreslina s skupino Mali bogovi. Obiskovalcev je bilo okoli 2000.

### Vičstock 2014
9. maj 2014
Nastopile so mlade skupine Indigo, Kung Fu Vegan, Sober Assault, High 5 in Ice on Fire, od uveljavljenih skupin pa Big Foot Mama, Anavrin in Zablujena generacija.

### Vičstock 2015
8. maj 2015
Festival se je iz Športnega parka Svoboda preselil na Letno telovadišče Ilirija. Nastopile so mlade skupine The Indicals, Morywa, Rock Heroes, Apokalipsa in Precisely Late, od uveljavljenih skupin pa Avven in Zmelkoow.

### Vičstock 2016
Potekal je 13. maja 2016 na Iliriji. Nastopile so mlade skupine The Mint, Strip, Jazz in the Pants, From Ashes in Nubira, od uveljavljenih pa Happy Ol' McWeasel in Prismojeni profesorji bluesa.

### Vičstock 2017
Potekal je 5. maja 2017 na Osnovni šoli Vič. Nastopile so mlade skupine Ice on Fire, Joker Out, In the Attic, One Plan in Attic Mist, od uveljavljenih pa Hamo & Tribute 2 Love.

### Vičstock 2018
Potekal je 4. maja 2018 na Osnovni šoli Vič. Nastopile so mlade skupine Funk Fu, Sneaky Cerveza, Mencarija, Jaja Bojz in Spotless Minds, od uveljavljenih pa Zmelkoow in Koala Voice.

### Vičstock 2019
Potekal je 24. maja 2019 na Osnovni šoli Vič. Nastopile so mlade skupine DeBeat, Infected, Kiwi Flash, Manifest in Hinotama, od uveljavljenih pa Zablujena generacija in Lumberjack.

### 2020–2021
Vičstock se v letih 2021 in 2022 zaradi koronavirusne bolezni ni izvedel.

### Vičstock 2022
Potekal je 22. maja 2022 na Osnovni šoli Vič. Nastopile so mlade skupine Angel’s ex, Uninvited, Birdland, Piocellos in Overheat, od uveljavljenih pa Slon in Sadež in Kokosy.